# Werner Buchholz (Historiker)
Werner Buchholz (* 25. Januar 1948 in Berlin-Neukölln) ist ein deutscher Historiker und pensionierter Universitätsprofessor. Von 1994 bis 2013 war er Inhaber der Stiftungsprofessur des Bundesinnenministeriums für Pommersche Geschichte und Landeskunde der Ernst-Moritz-Arndt-Universität Greifswald.

## Leben
Nach dem Abitur 1966 folgte ein dreijähriger Wehrdienst mit Abschluss als Reserveoffizier. Von 1970 bis 1975 studierte Buchholz an den Universitäten Bochum, Marburg, Stockholm und an der Åbo Akademi/Finnland Geschichte, Skandinavistik und Germanistik. Im Sommersemester 1972 nahm er in Marburg an Gerhard Oestreichs Seminar „Policey-Ordnungen und Sozialdisziplinierung“ teil, in dem dieser in seiner akademischen Lehre sein Konzept der Sozialdisziplinierung behandelte. 1973 legte er in Åbo das Kandidatexamen ab.
Nachdem er bereits 1975 in Marburg das Erste Staatsexamen für das Höhere Lehramt abgelegt hatte, promovierte er 1978 bei Gerhard Oestreich in Marburg zum Übergang vom Absolutismus zum Ständeparlamentarismus in Schweden nach dem Tode Karls XII. 1979 folgte das Zweite Staatsexamen am Studienseminar Kassel II. Von 1979 bis 1985 war er im höheren Schuldienst an Gymnasien in Siegburg und Kiel tätig.
Von 1985 bis 1988 erhielt Buchholz ein Habilitandenstipendium sowie ein Reisestipendium der Deutschen Forschungsgemeinschaft (DFG) für Forschungen zur Geschichte der öffentlichen Finanzen in den Archiven von Stockholm, Kopenhagen, Greifswald und Stralsund. 1990 folgte die Habilitation an der Universität Hamburg zum Thema der öffentlichen Finanzen in Schwedisch-Pommern. Von 1990 bis 1992 lehrte er an der Universität Hamburg. In den Jahren 1992 bis 1994 war Buchholz für den Auswärtigen Dienst an der Deutschen Schule Athen tätig.
1994 wurde er auf den vom Bundesinnenministerium finanzierten Stiftungslehrstuhl für Pommersche Geschichte und Landeskunde an der Ernst-Moritz-Arndt-Universität Greifswald berufen. Einer der Schwerpunkte der Arbeit des Lehrstuhls war die Zusammenarbeit der Landeshistoriker, aus der u. a. die landeshistorische Sektion des Deutschen Historikertages 1998 unter dem Titel „Zentralstaat und regionale Selbstbehauptung“ sowie mehrere Veröffentlichungen hervorgingen, darunter Das Ende der Frühen Neuzeit im „Dritten Deutschland“. Bayern, Hannover, Mecklenburg, Pommern, das Rheinland und Sachsen im Vergleich. Die Lehrstuhlassistentin Kyra T. Inachin habilitierte sich im Jahre 2002 am Lehrstuhl.
Buchholz wurde zum 31. März 2013 pensioniert. Die Universität ließ den Lehrstuhl für Pommersche Geschichte und Landeskunde nicht neu besetzen.
Buchholz ist Autor und Herausgeber von Schriften zur Geschichte der öffentlichen Finanzen, der Bildungs- und Universitätsgeschichte sowie zur Geschichte Pommerns, der baltischen Länder, Deutschlands und Schwedens. Er ist Mitglied der Historischen Kommission für Pommern.

## Schriften (Auswahl)

### Monographien
- Staat und Ständegesellschaft in Schweden zur Zeit des Überganges vom Absolutismus zum Ständeparlamentarismus 1718–1720 (= Stockholm Studies in History, 27; Studies presented to the International Commission for the History of Representative and Parliamentary Institutions/Études présentées à la Commission pour l`Histoire des Assemblées d`États, 62). Almqvist & Wiksell International, Stockholm 1979, ISBN 91-22-00297-9 (Dissertation).
- Öffentliche Finanzen und Finanzverwaltung im entwickelten frühmodernen Staat. Landesherr und Landstände in Schwedisch-Pommern 1720–1806 (= Veröffentlichungen der Historischen Kommission für Pommern, Reihe V: Forschungen zur pommerschen Geschichte, 25). Böhlau, Köln/Weimar/Wien 1992, ISBN 3-412-04792-9 (Habilitationsschrift).
- Geschichte der öffentlichen Finanzen in Europa in Spätmittelalter und Neuzeit. Darstellung, Analyse, Bibliographie. Akademie-Verlag, Berlin 1996, ISBN 3-05-003056-9.

### Herausgeberschaften
- mit Günter Mangelsdorf: Land am Meer – Pommern im Spiegel seiner Geschichte. Festschrift Roderich Schmidt (= Veröffentlichungen der Historischen Kommission für Pommern, V/29), Böhlau, Köln/Weimar/Wien 1995, ISBN 3-412-14094-5.
- Landesgeschichte in Deutschland. Bestandsaufnahme – Analyse – Perspektiven. Schöningh, Paderborn/München/Wien/Zürich 1998, ISBN 3-506-71802-9 (Digitalisat und Download als pdf).
- Deutsche Geschichte im Osten Europas. Pommern. Siedler Verlag, Berlin 1999, ISBN 3-88680-272-8.
- Kindheit und Jugend in der Neuzeit 1500–1900. Interdisziplinäre Annäherungen an die Instanzen sozialer und mentaler Prägung in der Agrargesellschaft und während der Industrialisierung. Franz Steiner, Stuttgart 2000, ISBN 3-515-07259-4 (Rezension auf der Website von Sehepunkte).
- Das Ende der Frühen Neuzeit im „Dritten Deutschland“. Bayern, Hannover, Mecklenburg, Pommern, das Rheinland und Sachsen im Vergleich (= Historische Zeitschrift, Beiheft NF 37). Oldenbourg, München 2003, ISBN 978-3-486-64437-1.

### Beiträge
- Anfänge der Sozialdisziplinierung im Mittelalter. Die Reichsstadt Nürnberg als Beispiel. In: Zeitschrift für Historische Forschung 18 (1991), S. 129–147 (siehe dazu Rezension in: Frankfurter Allgemeine Zeitung vom 8. April 1992 (Nr. 84), S. N 6).
- Schweden mit Finnland. In: Matthias Asche, Anton Schindling (Hrsg.): Dänemark, Norwegen und Schweden im Zeitalter der Reformation und Konfessionalisierung. Nordische Königreiche und Konfession 1500 bis 1660 (= Katholisches Leben und Kirchenreform im Zeitalter der Glaubensspaltung, 62). Münster 2003, S. 107–237.
- Vom Adelsregiment zum Absolutismus. Finanzwirtschaft und Herrschaft in Schweden im 17. Jahrhundert. In: Peter Rauscher, Andrea Serles, Thomas Winkelbauer (Hrsg.): Das Blut des Staatskörpers. Forschungen zur Finanzgeschichte der Frühen Neuzeit (= Historische Zeitschrift, Beiheft, NF 56), München 2012, S. 129–181, ISBN 3-486-70842-2.
- Selbstbehauptung und politischer Einfluss des Gemeinen Mannes im Königreich Schweden in Spätmittelalter und Reformationszeit. In: Sigrid Hirbodian, Robert Kretzschmar, Anton Schindling (Hrsg.): „Armer Konrad“ und Tübinger Vertrag im interregionalen Vergleich. Fürst, Funktionseliten und „Gemeiner Mann“ am Beginn der Neuzeit (= Veröffentlichungen der Kommission für Geschichtliche Landeskunde in Baden-Württemberg. Reihe B: Forschungen, 206). Stuttgart 2016, S. 191–235.